# Тридесет прва изложба УЛУС-а (1961)
Тридесет прва изложба УЛУС-а (1961) је трајала од 1. до 30. маја 1961. године. Одржана је у галеријском простору Удружења ликовних уметника Србије односно у Уметничком павиљону "Цвијета Зузорић", у Београду.

## Награде
На овој изложби су додељене следеће награде:
- Златна палета - Мома Марковић
- Златна игла - Ото Лого
- Златно длето - Вида Јоцић

## Излагачи

### Сликарство
Радови изложени од 1. до 10. маја:
1. Бранко Манојловић
2. Мирјана Мареш
3. Милан Маринковић
4. Војислав Марковић
5. Мома Марковић
6. Радослав Миленковић
7. Душан Миловановић
8. Живорад Милошевић
9. Милан Миљковић
10. Милан Минић
11. Момо Мирчић
12. Саша Мишић
13. Душан Мишковић
14. Марклен Мосијенко
15. Живорад Настасијевић
16. Рајко Николић
17. Мирјана Николић-Пећинар
18. Миливоје Олујић
19. Бранко Омчикус
20. Лепосава Ст. Павловић
21. Споменка Павловић
22. Татјана Пајевић
23. Слободан Пејовић
24. Јефто Перић
25. Јелисавета Ч. Петровић
26. Миодраг Петровић
27. Милорад Пешић
28. Татјана Поздњаков
29. Гордана Поповић
30. Ђорђе Поповић
31. Мирко Почуча
32. Божидар Продановић
33. Божидар Раднић
34. Иван Радовић
35. Милан Радоњић
36. Бошко Рисимовић-Рисим
37. Александар Ристески
38. Маријан Савиншек
39. Светозар Самуровић
40. Љубица Сокић
41. Феђа Соретић
42. Слободан Сотиров
43. Бранко Станковић
44. Милић Станковић
45. Боривоје Стевановић
46. Милица Стевановић
47. Едуард Степанчић
48. Мирко Стефановић
49. Владимир Стојановић
50. Рафаило Талви
51. Олга Тиран
52. Невена Теокаревић
53. Стојан Трумић
54. Лепосава Туфегџић
55. Милорад Ћирић
56. Коста Хакман
57. Сабахадин Хоџић
58. Антон Хутер
59. Иван Цветко
60. Љубомир Цинцар-Јанковић
61. Милан Цмелић
62. Славољуб Чворовић
63. Катица Чешљар
64. Вера Чохаџић
65. Мила Џокић
66. Зуко Џумхур
67. Томислав Шебековић
68. Леонид Шејка
69. Александар Шиверт
70. Милена Шотра

Радови изложени од 21. до 30. маја:
1. Мирољуб Алексић
2. Крста Андрејевић
3. Милорад Балаћ
4. Кринка Белић
5. Боса Беложански
6. Маринко Бензон
7. Никола Бешевић
8. Јован Бијелић
9. Олга Богдановић-Милуновић
10. Славољуб Богојевић
11. Вера Божичковић-Поповић
12. Милан Божовић
13. Ђорђе Бошан
14. Коста Брадић
15. Војтех Братуша
16. Тивадар Вањек
17. Милена Велимировић
18. Лазар Вујаклија
19. Миодраг Вујачић
20. Димитрије-Мића Вујовић
21. Бета Вукановић
22. Бошко Вукашиновић
23. Оливера Вукашиновић
24. Драга Вуковић
25. Синиша Вуковић
26. Живан Вулић
27. Слободан Гавриловић
28. Ратомир Глигоријевић
29. Никола Граовац
30. Александар Грбић
31. Оливера Грбић
32. Винко Грдан
33. Бора Олујић
34. Мило Димитријевић
35. Дана Докић
36. Амалија Ђаконовић
37. Заре Ђорђевић
38. Светислав Ђурић
39. Звонимир Зековић
40. Ксенија Илијевић
41. Ђорђе Илић
42. Иван Јакобчић
43. Љубомир Јанковић
44. Мирјана Јанковић
45. Александар Јеремић
46. Богдан Јовановић
47. Гордана Јовановић
48. Ђорђе Јовановић
49. Милан Кечић
50. Лиза Крижанић-Марић
51. Јован Кукић
52. Мајда Курник
53. Боривој Лукић

### Вајарство - Графика
Радови изложени од 11. до 20. маја:
1. Борис Анастасијевић
2. Милан Бесарабић
3. Ибрахим Билајац
4. Славољуб Богојевић
5. Крунослав Буљевић
6. Бранислав Вељковић
7. Милан Берговић
8. Ана Виђен
9. Мемнуна Вила Богданић
10. Милета Виторовић
11. Лазар Вујаклија
12. Милија Глишић
13. Радмила Граовац
14. Савица Дамјановић
15. Милорад Дамњановић
16. Стеван Дукић
17. Оља Ивањицки
18. Александар Јеремић
19. Мира Јуришић
20. Радован Крагуљ
21. Антон Краљић
22. Богдан Кршић
23. Стојан Лазић
24. Ото Лого
25. Стефан Маневски
26. Периша С. Милић
27. Душан Миловановић
28. Коља Милуновић
29. Бранко Миљуш
30. Живорад Михаиловић
31. Мирослав Николић
32. Вукица Обрадовић
33. Миливоје Олујић
34. Јерко Павишић
35. Славка Петровић-Средовић
36. Надежда Првуловић
37. Мирослав Протић
38. Павле Радовановић
39. Ратимир Руварац
40. Сава Сандић
41. Светозар Стакић
42. Славољуб Станковић
43. Радивој Суботички
44. Стојан Ћелић
45. Јосиф Хрдличка
46. Божидар Џмерковић
47. Александар Шакић
48. Александар Шиверт